# پسکاسرولی
پسکاسرولی (به ایتالیایی: Pescasseroli) یک کومونه در ایتالیا است که در استان لاکویلا واقع شده‌است. پسکاسرولی ۹۲ کیلومتر مربع مساحت و ۲٬۲۰۶ نفر جمعیت دارد و ۱٬۱۶۷ متر بالاتر از سطح دریا واقع شده‌است.

## خواهرخوانده
شهرهای فوجا، کاندلا و کاستلان خواهرخوانده‌های پسکاسرولی هستند.